# Schübligziischtig
Der Schübligziischtig (alemannisch für Speckwurst-Dienstag) ist ein lokaler Brauch im Kanton Zürich in der Schweiz am Fastnachtsdienstag, der auch nach mehr als 500 Jahren Bestand hat und zu Beginn der Reformation seinen Ursprung im Zentrum von Zwinglis Wirken am Zürcher Grossmünster hat: Der Drucker seiner theologischen Schriften, Christoph Froschauer, veranstaltete zu Fastenzeit ein Wurstessen in seiner Druckerei und wurde wegen Fastenbruchs angeklagt. Zwingli verteidigte ihn von der Kanzel und in seiner Schrift "Von Erkiesen und Fryheit der Spysen". Der Name des Brauchs leitet sich ab vom Schüblig, einer regionalen Wurstspezialität, die an diesem letzten Tag der Fasnacht, dem Dienstag vor Aschermittwoch, in großen Mengen verzehrt wurde, damit man noch einmal richtig Fleisch essen konnte vor der kommenden Fastenzeit. Dem Brauch wird im Tösstal und Zürcher Oberland noch nachgelebt, wo Metzgereien zum Schübligziischtig eine Auswahl verschiedener Schüblinge herstellen und anbieten. 
Im Zürcher Oberland war ein uralter Brauch, dass Knaben, jüngere und ältere, die Würste aus den Pfannen stahlen um sie mit Freuden auf der Strasse zu essen. Aus Jux wurden beim Diebstahl manchmal falsche Schüblinge im Kochtopf hinterlassen. Der Darm dieser Würste war anstatt mit Fleischbrät mit Sägemehl gefüllt.
Am Nachmittag, traditionell schulfrei bis in die späten 1980er-Jahre, zogen bei einem Heischebrauch die Schulkinder maskiert und verkleidet durch die Strassen, in den Geschäften um Gaben bittend, welche sie oft nur gegen ein Gedicht aufsagen oder ein Lied vorsingen bekamen und dann im Schnappsack nach Hause trugen. Bereits für 1657 ist dieses Maskentragen belegt. Mit dem Abschaffen des freien Nachmittages für die (Unterstufen-)Kinder in den 1980er- und 1990er-Jahren, hat sich der Brauch zunehmend verloren.